# Gingelom
Gingelom är en kommun i Belgien.   Den ligger i provinsen Limburg och regionen Flandern, i den centrala delen av landet, 60 km öster om huvudstaden Bryssel. Antalet invånare är 8 185.
Trakten runt Gingelom består till största delen av jordbruksmark. Runt Gingelom är det ganska tätbefolkat, med 149 invånare per kvadratkilometer.